# 庫納耶夫
库纳耶夫（羅馬化：Qonaev，發音：[qɔnɑjəf]），旧名卡普恰蓋（羅馬化：Qapşağai，羅馬化：Kapchagay）是哈薩克的城鎮，是阿拉木图州的州府，位於該國東南部伊犁河畔，距離首都阿拉木圖76公里，始建於1970年7月3日，2008年人口46,521。